# Civilretten
 Ikke at forveksle med Civilret og Civilret (retssystem).
Civilretten er en betegnelse for byretten ved behandling af almindelige civile retssager - til forskel fra byrettens særlige funktioner som skifteret, fogedret mv. 
| Jura | Spire Denne juraartikel er en spire som bør udbygges. Du er velkommen til at hjælpe Wikipedia ved at udvide den. |